# Иеремия (епископ Рязанский)
Епископ Иереми́я (XIV век) — епископ Русской церкви, епископ Рязанский и Муромский.
Рукоположён во епископа в Царьграде митрополитом Киприаном в 1389 году. На Руси в то же время был и другой епископ Рязанский, Феогност, поставленный митрополитом Пименом в 1388 году.
Вместе с митрополитом Киприаном находился в Царьграде и с ним же в 1390 году возвратился на свою Рязанскую кафедру.
В 1390 году участвовал с митрополитом на соборе в Твери.
Рязанской епархией управлял до 1392 года.
Год кончины неизвестен.